# 704 (szám)
A 704 (római számmal: DCCIV) egy természetes szám.

## A szám a matematikában
A tízes számrendszerbeli 704-es a kettes számrendszerben 1011000000, a nyolcas számrendszerben 1300, a tizenhatos számrendszerben 2C0 alakban írható fel.
A 704 páros szám, összetett szám, Harshad-szám. Kanonikus alakban a 26 · 111 szorzattal, normálalakban a 7,04 · 102 szorzattal írható fel. Tizennégy osztója van a természetes számok halmazán, ezek növekvő sorrendben: 1, 2, 4, 8, 11, 16, 22, 32, 44, 64, 88, 176, 352 és 704.